# Belval-Rédange vasútállomás
Belval-Rédange vasútállomás Luxemburgban, Sanem településen található.

## Vasútvonalak
Az állomást az alábbi vasútvonalak érintik:
- 60-as vasútvonal

## Kapcsolódó állomások
A vasútállomáshoz az alábbi állomások vannak a legközelebb:
- Belvaux-Soleuvre vasútállomás
- Belval-Université vasútállomás